# 小椋一葉
小椋 一葉（おぐら かずは、1942年4月10日 - ）は、日本の文筆家。本名・美子。

## 来歴
岐阜市生まれ。1966年京都大学教育学部卒、70年同大学院教育社会学修士課程修了。
心理相談室、愛知県立大学助手を経て文筆家。
民間伝承や神社分布、祭神の分析等から古代史の謎に迫る斬新な方法で、黎明期の歴史の暗部に新たな光を当てたシリーズ＜伝承が語る古代史＞で脚光を浴びる。

## 著書
- 『荒野の旅 近代精神と命根への問い』松籟社 1982
- 『故郷の風 荒野の旅2』松籟社 1982
- 『伝承が語るヤマトタケル』中日出版社 1986
- 『消された覇王 伝承が語るスサノオとニギハヤヒ』河出書房新社 1988 のち文庫
- 『天翔る白鳥ヤマトタケル 伝承が語る古代史2』河出書房新社 1989
- 『女王アマテラス 伝承が語る古代史3』河出書房新社 1990
- 『継体天皇とうすずみ桜 古代秘史『真清探当証』の謎 伝承が語る古代史4』河出書房新社 1992
- 『小野お通 歴史の闇から甦る桃山の華』河出書房新社 1994
- 『聖徳太子の祈りと野望 ニギハヤヒへの決別』ベストセラーズ 1994
- 『覇王転生 十一面観音とニギハヤヒ』河出書房新社 1996
- 『神々の謎 万葉の歌とともに』河出書房新社 1997
- 『古代万華 邪馬台国と倭国の物語・抄』河出書房新社 2004
- 『箸墓の歌 邪馬台国と倭国の物語・完』河出書房新社 2004
- 『夢殿の闇 聖徳太子と消された覇王』河出書房新社 2007
- 『空海はどこから来たのか 讃岐佐伯氏・僧形八幡・消された覇王』河出書房新社 2012
- 『万葉集とは何か』田畑書店 2017

## 注
1. ↑  『万葉集とは何か』著者紹介

| スタブアイコン | サブスタブ | この項目は、まだ閲覧者の調べものの参照としては役立たない、文人（小説家・詩人・歌人・俳人・作詞家・作家・放送作家・随筆家（コラムニスト）・文芸評論家）に関連した書きかけの項目です。この項目を加筆・訂正などしてくださる協力者を求めています（P:文学/PJ:作家）。 |